# Félix Dupierge
Félix Dupierge   (Courbevoie, 11 d'abril de 1784 - 24 d'agost de 1833), nascut Félix Tiburce Auguste Dupierge, fou un violinista i compositor francès.
Estudià sota la direcció del seu pare, i ingressà com a violinista en l'Òpera Còmica de París. L'any 1815 es retirà a Rouen, on acabà els seus dies.
Publicà quatre duos per a violins; dos concerts per a violí; tres grans sonates per a violi, amb acompanyament de piano, i un Mètode de violí.